# جون مو سونگ
جون مو سونگ (کره‌ای: 전무송؛ زادهٔ ۲۸ سپتامبر ۱۹۴۱) بازیگر اهل کره جنوبی است. جون حرفه بازیگری خود را در تئاتر با نمایش چون‌هیانگ‌جون در سال ۱۹۶۴ آغاز کرد و از آن زمان تاکنون در تئاتر، فیلم و تلویزیون فعالیت می‌کند. در سال ۱۹۷۷ او نقش اصلی در تئاتر ولیعهد هام‌یول (اقتباس از هملت) در لا ماما در نیویورک ایفا کرد و به اولین گروه تئاتری تبدیل شد که از کره جنوبی به خارج از کشور سفر می‌کنند.